# Абайдулов, Гали Мягазович
Гали́ Мяга́зович Абайду́лов (род. 15 февраля 1953, Ленинград) — советский и российский артист балета, балетмейстер, актёр и режиссёр музыкальных спектаклей.

## Биография
Гали Абайдулов родился 15 февраля 1953 года в Ленинграде.
По окончании Ленинградского хореографического училища, в 1971—1977 годах работал в балетной труппе Оперной студии Ленинградской консерватории. В 1977—1993 годах — в Ленинградском Малом театре оперы и балета.
В 1987 году окончил балетмейстерский факультет ГИТИСа (педагоги — Екатерина Максимова и Владимир Васильев).
Работает с музыкальными и драматическими театрами России как хореограф-постановщик и режиссёр.
Доцент кафедры режиссуры балета Санкт-Петербургской консерватории (2015-2016).

## Награды и премии
- 1984 — Государственная премия РСФСР имени братьев Васильевых — за исполнение партии Модеста Алексеевича в фильме-балете «Анюта» (1981)
- 1987 — Международная премия «Бронзовая роза» (город Монтрё, Швейцария, 1987)[1].
- 2009 — российская театральная премия «Золотая маска» в номинации «Лучшая работа режиссёра», за постановку мюзикла «Гадюка» (Театр музыкальной комедии, Новосибирск)[2]

## Творчество

### Балетный репертуар
- Панталоне, «Слуга двух господ» М. И. Чулаки
- Арап, «Петрушка» И. Ф. Стравинского
- Дроссельмейер, «Щелкунчик» П. И. Чайковского
- Аполлон Аблеухов, «Петербург» С. П. Баневича

Первый исполнитель партий:
- 1982 — Шпигельберг, «Разбойники» М. А. Минкова, балетмейстер Н. Н. Боярчиков
- 1983 — Хозяин, «Легенда о птице Доненбай» Ю. А. Симакина, балетмейстер Л. С. Лебедев
- 1984 — Гадкий утёнок, «Гадкий утёнок» О. А. Петровой, И. В. Цеслюкевич и А. И. Микиты, балетмейстер Л. С. Лебедев

### Фильмография
- 1979 — Незнакомка
- 1979 — Старое танго — воришка
- 1982 — Анюта — Модест Алексеич
- 1983 — Мэри Поппинс, до свидания — сир Людовик, кот-танцор
- 1983 — Я готов принять вызов
- 1984 — Перикола
- 1984 — Чужая жена и муж под кроватью — актёр в опере
- 1985 — Переступить черту — Серж
- 1985 — Голубые города (фильм-концерт, на музыку А.Петрова)
- 1986 — Миф — артист балета
- 1986 — Фуэте
- 1987 — Остров погибших кораблей — хромой / дирижёр / испанец
- 1987 — Первая встреча, последняя встреча
- 1987 — Чаплиниана — Клоун и Диктатор
- 1988 — Опасный человек
- 1988 — Презумпция невиновности
- 1988 — Эти… три верные карты…
- 1989 — А был ли Каротин?
- 1989 — Сирано де Бержерак — конферансье
- 1990 — Анекдоты
- 1991 — Воспоминание о «Коровьем марше» — отдыхающий
- 1991 — Пьющие кровь
- 1991 — Шаги императора
- 1991 — Прекрасная незнакомка — француз
- 1992 — Дымъ
- 1992 — Игра
- 1992 — Танец дьявола (фильм-балет) — отец панночки
- 1992 — Последняя тарантелла (фильм-балет Александра Белинского)
- 1992 — Романс о поэте — игрок в карты / танцующий на балу
- 1993 — Проклятие Дюран
- 1994 — Любовь, предвестие печали… — сосед по даче
- 1995 — Время печали ещё не пришло — пассажир в самолёте
- 1998 — Менты. Улицы разбитых фонарей - 1 — режиссер
- 1999 — Агент национальной безопасности - 1 — балетмейстер (в серии «Легион»)
- 2001 — Сказ про Федота-стрельца — японский посол / мужик с пистолетом
- 2002 — По имени Барон
- 2002 — Русский спецназ — пленный боевик
- 2002 — Русский ковчег
- 2000—2003 — Русские страшилки — домовой
- 2003 — Ниро Вульф и Арчи Гудвин — Скиннер (серия «Голос с того света»)
- 2004 — Золотая медуза — Пистон
- 2004 — Марс — Фотограф
- 2004 — Спецназ по-русски 2 — Карлос
- 2005 — Бандитский Петербург. Фильм 7. Передел — заключённый Пауков («Паук»), организатор бунта в зоне, в которой находится Кузьмин
- 2005 — Мастер и Маргарита — козлоногий
- 2005 — Танцуют все! — Марат
- 2006 — Пушкин. Последняя дуэль — Карл Нессельроде
- 2007 — Ленинград. Город живых
- 2009 — Лиговка — «Цыган», смотрящий на Лиговке
- 2010 — Смерть Вазир-Мухтара. Любовь и жизнь Грибоедова — Карл Нессельроде
- 2013 — Шерлок Холмс — Комби, управляющий Национального Банка

### Постановки
- 1987 — «Чаплиниана», фильм-балет на музыку Ч. Чаплина
- 1993 — «Лунный свет», короткометражный фильм-балет на музыку Б. Гудмена
- 2008 — «Буратино», балет, Театр музыкальной комедии, Новосибирск
- 2008 — «Гадюка», Театр музыкальной комедии, Новосибирск[3]
- 2013 — «Золотой теленок», Омский государственный музыкальный театр, Омск[4]
- 2013 — «Светлая грусть», Омский государственный музыкальный театр, Омск[5]
- 2014 — «Врубель», Омский государственный музыкальный театр, Омск[6]
- 2014 — «Поручик Тенгинского полка», Омский государственный музыкальный театр, Омск[7]
- 2015 — «Вий», Новосибирский музыкальный театр, Новосибирск[8]
- 2016 — «Одиссея капитана Блада», Новосибирский музыкальный театр, Новосибирск[9]
- 2017 — «Кабаре для гурманов», Санкт-Петербургский театр музыкальной комедии, Санкт-Петербург[10]
- 2019 — «Мэри Поппинс», Новосибирский музыкальный театр, Новосибирск[11]
- 2019 — «Принцесса цирка», Иркутский музыкальный театр им. Н. М. Загурского, Иркутск